# Antoaneta Todorowa
Antoaneta Iwanowa Todorowa, później Sełenska (bułg. Антоанета Иванова Тодорова [Селенска]; ur. 8 czerwca 1963 w Samowodene) – bułgarska lekkoatletka, która specjalizowała się w rzucie oszczepem.
Swoją międzynarodową karierę zaczęła w wieku 16 lat zdobywając brązowy medal mistrzostw Europy juniorów, a dwa lata później wygrała juniorski czempionat. Trzykrotna uczestniczka igrzysk olimpijskich - Moskwa 1980 (10. miejsce), Seul 1988 (11. miejsce) oraz Barcelona 1992 (odpadła w eliminacjach). W 1993 roku zajęła 10. miejsce w mistrzostwach świata. W 1990 była siódma, a w 1994 ósma podczas mistrzostw Europy. Wielokrotnie stawała na podium mistrzostw Bułgarii. 15 sierpnia 1981 roku w Zagrzebiu - w wieku zaledwie 18 lat - ustanowiła rekord świata rzucając na odległość 71,88. Do zmiany środka ciężkości oszczepu w 1999 roku rezultat ten był rekordem Bułgarii oraz dziewiątym wynikiem w historii.

## Osiągnięcia
| Rok  | Zawody                      | Miasto     | Lokata            | Rezultat |
| ---- | --------------------------- | ---------- | ----------------- | -------- |
| 1979 | Mistrzostwa Europy juniorów | Bydgoszcz  | 3. miejsce        | 57,76    |
| 1980 | Igrzyska olimpijskie        | Moskwa     | 10. miejsce       | 60,66    |
| 1981 | Mistrzostwa Europy juniorów | Utrecht    | 1. miejsce        | 64,12    |
| 1981 | Finał pucharu Europy        | Zagrzeb    | 1. miejsce        | 71,88    |
| 1981 | Puchar świata               | Rzym       | 1. miejsce        | 70,08    |
| 1984 | Przyjaźń-84                 | Praga      | 2. miejsce        | 65,40    |
| 1988 | Igrzyska olimpijskie        | Seul       | 11. miejsce       | 56,78    |
| 1990 | Mistrzostwa Europy          | Split      | 7. miejsce        | 61,24    |
| 1992 | Igrzyska olimpijskie        | Barcelona  | el. - 16. miejsce | 59,40    |
| 1993 | Mistrzostwa świata          | Stuttgart  | 10. miejsce       | 58,82    |
| 1994 | Mistrzostwa Europy          | Helsinki   | 8. miejsce        | 57,76    |
| 1994 | Igrzyska Dobrej Woli        | Petersburg | 6. miejsce        | 59,26    |